# 伊勢丹浦和店

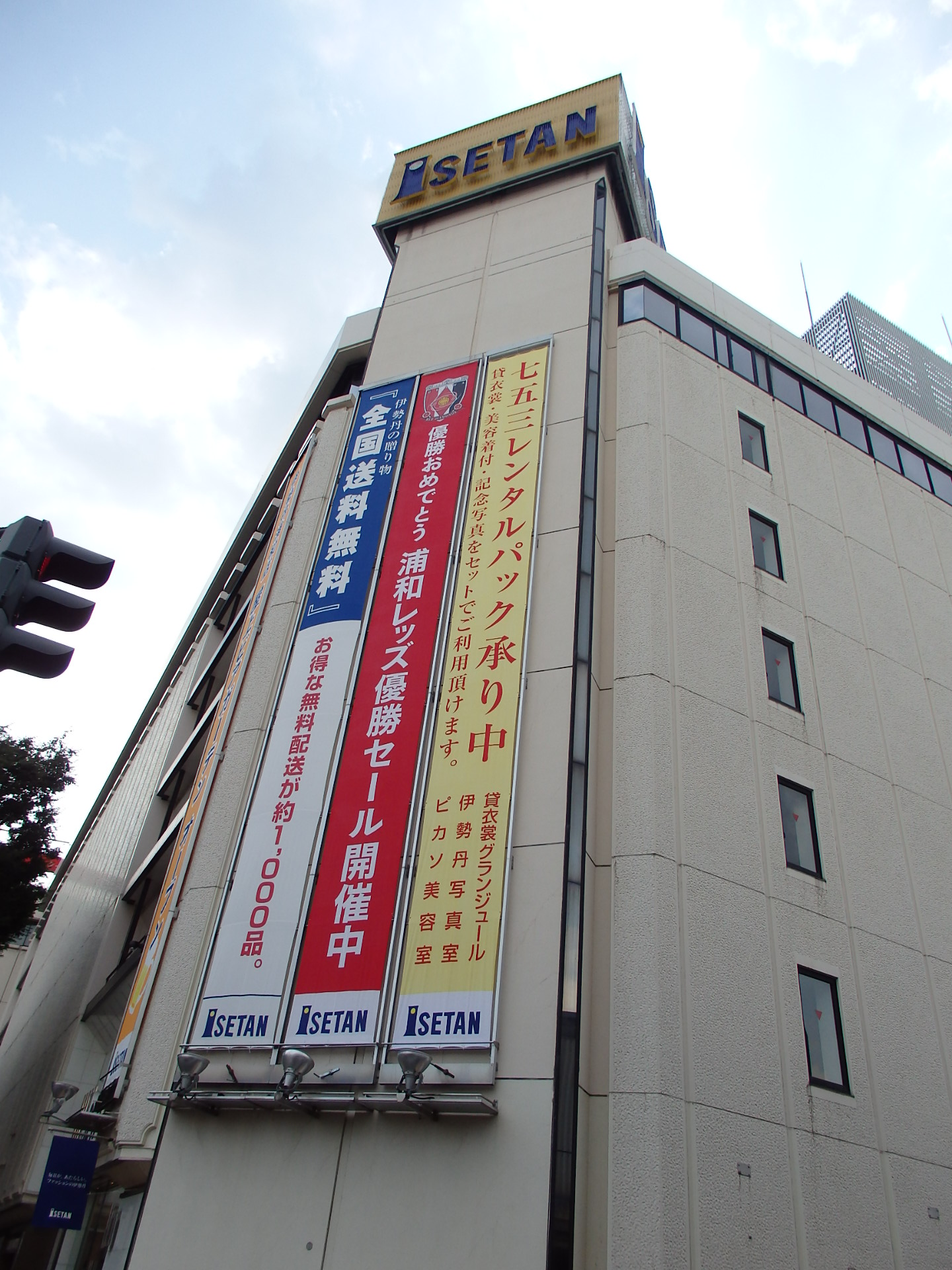
伊勢丹浦和店（浦和レッズ優勝時）

伊勢丹浦和店（いせたんうらわてん）は、埼玉県さいたま市浦和区高砂に所在し、三越伊勢丹が運営する商業施設。

## 概要
浦和駅西口再開発によって誕生した浦和コルソ地下1階から地上7階部分に入居する。主にロータリー北側の棟が伊勢丹のフロアとなっているが、5・6階は全フロアが伊勢丹である。そのほかの専門店街（南側）が浦和コルソとして営業している。
再開発時に西口から中ノ島（バスターミナル）を経由して地下1階と直結する地下通路が建設されている。2018年には浦和駅高架化によって整備された東西自由通路と地下通路を直結させる工事が完了し、浦和駅改札から直接伊勢丹に行くことが可能になった。
屋上には2010年8月15日まで小さな遊園地（新幹線やメリーゴーラウンドなど）があったが、閉鎖された。2013年から毎年7月1日-9月中旬に屋上でビアガーデンが催されている。
浦和駅東口には浦和パルコが所在している。
さいたま市を拠点とする浦和レッドダイヤモンズのパートナーとして協賛しており、応援セールや優勝記念セール（2006年、2015年）を開催することで知られる。また、後述のとおり浦和レッズの選手のレリーフを設置し、ルイ・ヴィトンとエルメスの間の壁面には選手の写真が掲示されている。
2021年度の売上高は350億2千万円で、「伊勢丹」ブランドの店舗としては本店である新宿店に次いで多い。県内の一大商業地区である大宮地区所在のそごう大宮店（265億82百万円）、髙島屋大宮店（73億21百万円）よりも多い。

### 年表
- 1981年（昭和56年）4月22日 - 伊勢丹浦和店、浦和コルソ開業。
- 2005年（平成17年）10月-2006年3月 - 約36億円を投じてリニューアル工事を実施。大型SCなどの相次ぐ開業による地方百貨店の苦戦が各地で問題になる中、翌年の売り上げは約10パーセント増加した（527億円）。
- 2006年（平成18年） - 浦和を本拠地とするJ1浦和レッドダイヤモンズが優勝し、優勝記念セールが行われた。
- 2015年（平成27年） - 浦和レッズのファーストステージ優勝により、6月21日から7日間優勝記念セールを開催した。
- 2018年（平成30年） - 浦和駅と直結する浦和駅中ノ島地下通路の再整備が完了した。
- 2020年（令和2年） - 4月4日、地階食料品フロアの従業員1名が新型コロナウイルスに感染していたことが判明[4][5]。政府による緊急事態宣言を受けて、8日、同宣言が解除されるまで食料品フロアを含む全店舗を休業することになった[6]。

## 店内構成

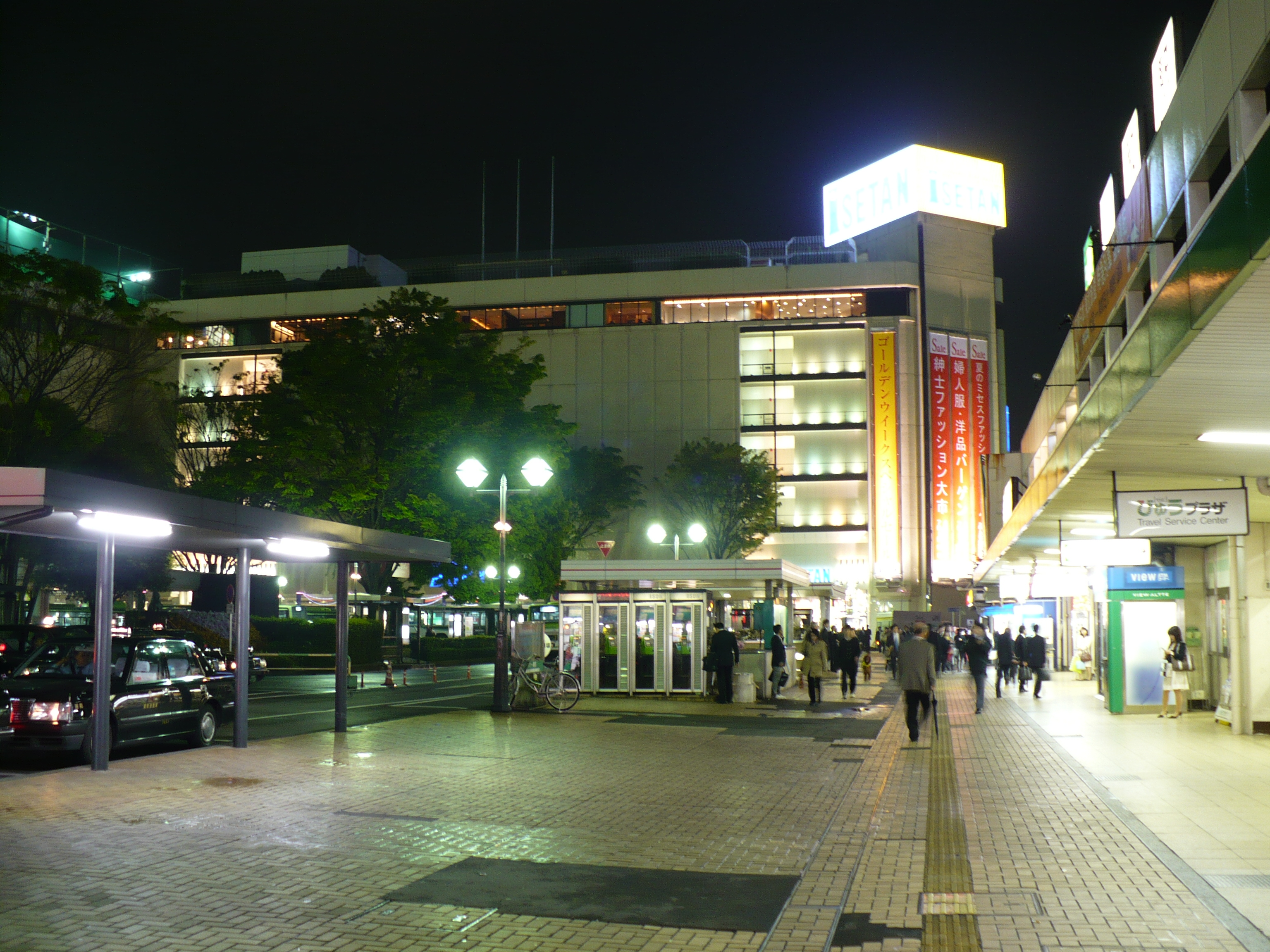
夜の浦和伊勢丹

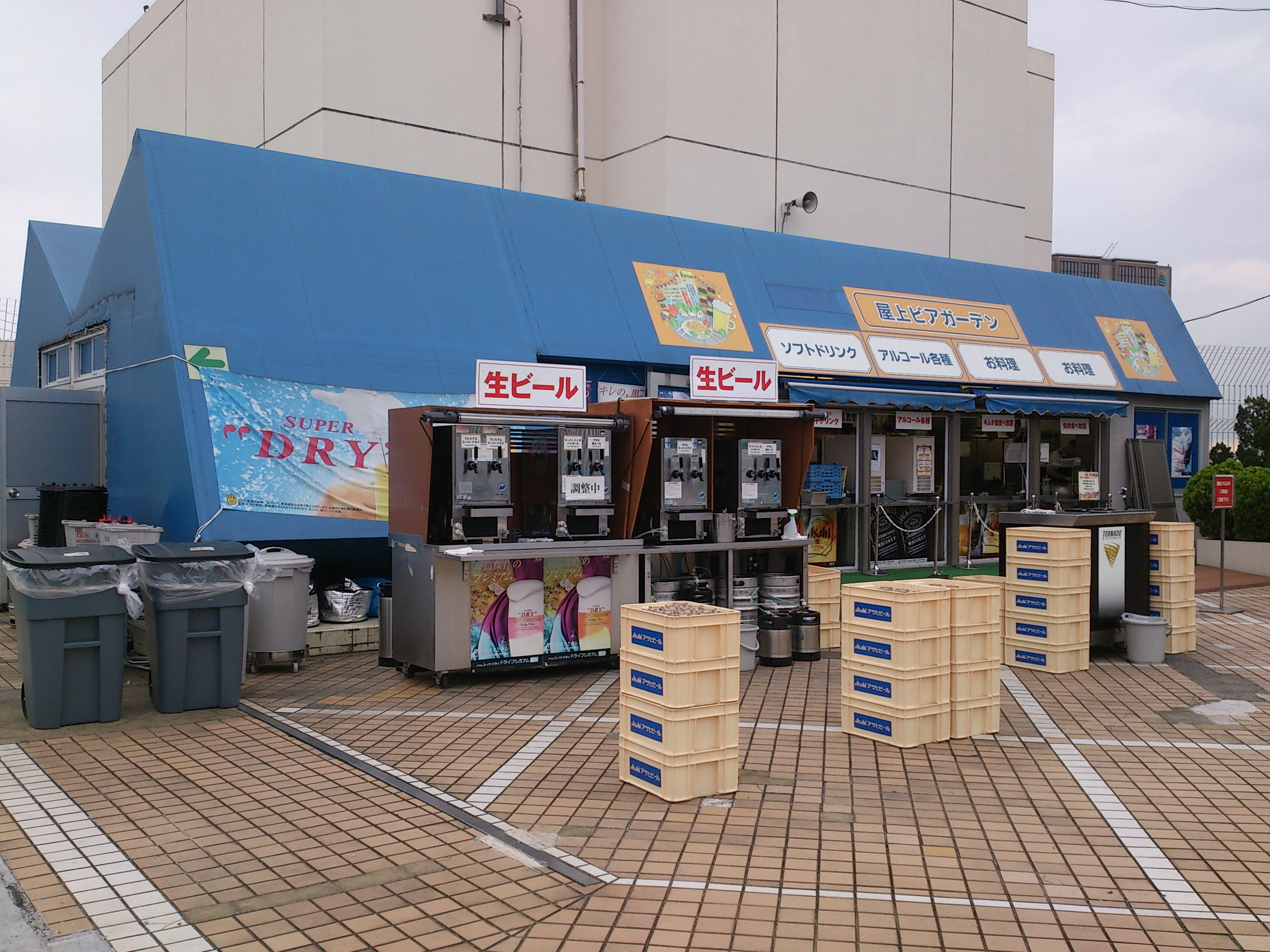
屋上ビアガーデン

主なテナント（2022年9月現在）
7階（レストラン）
- 催事場
- イセタンダイニング

6階（キッズ、ベビー、リビング）全フロアが伊勢丹
- ロイヤルコペンハーゲン
- お得意様サロン アイラウンジ
- 総合サービスサロン

5階（メンズ）全フロアが伊勢丹
- マッキントッシュロンドン
- ポール・スミス
- エンポリオ・アルマーニ
- ラルフローレン

4階（ウーマン）
- バカラ
- エトロ
- ミキモト

3階（ウーマン、ビューティー）
- ラルフローレン
- ポール・スミス
- ニューヨーカー

2階（ウーマン）
- コーチ
- トゥモローランド

1階（ウーマン、ビューティー）
- ルイヴィトン
- エルメス
- ティファニー
- スワロフスキー
- バーバリー
- 資生堂
- ロクシタン

地下1階（フードなど）
- アンデルセン伊勢丹浦和店

地下2階（駐輪場）

## 浦和レッズレリーフ
伊勢丹浦和店のルイヴィトン店舗前の歩道には1995年（平成7年）3月18日から毎年度浦和レッドダイヤモンズ選手・監督の足形・手形や優勝記念のレリーフが設置されている
以下は設置年度とレリーフの設置された選手・監督。
- 平成6年度 - レディア、森孝慈監督、横山謙三監督、福田正博、土田尚史、堀孝史、ギド・ブッフバルト
- 平成7年度 - 福田正博選手得点王記念プレート、広瀬治
- 平成8年度 - ホルガー・オジェック監督、岡野雅行、ウーベ・バイン
- 平成9年度 - ホルスト・ケッペル監督、日本代表フランスワールドカップ出場記念プレート
- 平成10年度 - 小野伸二、山田暢久
- 平成11年度 - 原博実監督、ア・デモス監督、チキ・ベギリスタイン
- 平成12年度 - 斉藤和夫監督、ゼリコ・ペトロビッチ、田北雄気
- 平成13年度 - 土橋正樹、2002日韓ワールドカップ開催記念プレート
- 平成14年度 - 坪井慶介
- 平成15年度 - ハンス・オフト監督、エメルソン、井原正巳、2003Jリーグヤマザキナビスコカップ優勝記念プレート
- 平成16年度 - 2004J12ndステージ優勝記念プレート、エメルソン選手得点王記念プレート
- 平成17年度 - 内舘秀樹、永井雄一郎、第85回天皇杯優勝記念プレート
- 平成18年度 - 田中マルクス闘莉王、ブッフバルト元監督特別功労記念プレート、ワシントン選手得点王記念プレート、2006J1リーグ優勝記念プレート、第86回天皇杯優勝記念プレート
- 平成19年度 - 鈴木啓太、田中達也、AFCチャンピオンズリーグ2007優勝記念プレート
- 平成20年度 - ロブソン・ポンテ、JリーグMVP受賞選手記念プレート（2003 エメルソン・2006 闘莉王・2007 ポンテ）、ゲルト・エンゲルス監督
- 平成21年度 - 都築龍太、平川忠亮
- 平成22年度 - フォルカー・フィンケ監督、落合弘コーチ
- 平成23年度 - 堀之内聖、長谷部誠、阿部勇樹
- 平成24年度 - 山岸範宏
- 平成25年度 - 原口元気、山田暢久選手J1リーグ501試合出場記念プレート
- 平成26年度 - 柏木陽介
- 平成27年度 - 宇賀神友弥、梅崎司、2015J1リーグ1stステージ優勝記念プレート
- 平成28年度 - 槙野智章、2016JリーグYBCルヴァンカップ優勝記念プレート、2016J1リーグ2ndステージ優勝記念プレート[9]
- 平成29年度 - 興梠慎三、森脇良太、AFCチャンピオンズリーグ2017優勝記念プレート
- 平成30年度 - 西川周作、第98回天皇杯優勝記念プレート
- 令和元年度 - 武藤雄樹